# پرلنکیرشن
پرلنکیرشن (به آلمانی: Prellenkirchen) یک منطقهٔ مسکونی در اتریش است که در ناحیه بروک آن در لیتا واقع شده‌است. پرلنکیرشن ۱٬۵۵۷ نفر جمعیت دارد.